# 埃里奇
埃里奇（Erich），是印度北方邦Jhansi县的一个城镇。总人口8523（2001年）。

## 人口
该地2001年总人口8523人，其中男性4490人，女性4033人；0—6岁人口1480人，其中男749人，女731人；识字率50.53%，其中男性为62.63%，女性为37.07%。